# Stara Synagoga w Wojsławicach
Stara Synagoga w Wojsławicach – jedna z dwóch (obok nowej synagogi) dawnych głównych synagog wojsławickiej gminy żydowskiej.
Synagoga została zbudowana prawdopodobnie około 1780 roku, zaraz po odbudowie miasta przez Humbelinę Kurdwanowską. Na początku XX wieku, po wzniesieniu nowej synagogi, w starej umieszczono szkołę żydowską - cheder (zajął salę na piętrze) oraz mieszkania nauczycieli (parter i przyziemie).
Podczas II wojny światowej, hitlerowcy zdewastowali budynek i w 1940 roku przebudowano go na młyn zbożowy. Po wojnie, w latach siedemdziesiątych budynek rozebrano.